# Mysaifu JVM
Mysaifu JVM — свободная виртуальная машина Java для Windows Mobile и Windows CE.